# Вилијам III Аквитански
Вилијам III Аквитански (915, Поатје-3. април 963, Сен-Максан-л'Екол), био је гроф Аквитанског војводства у три наврата (935—око 940), (950—955) и (959—963) и гроф Поатјеа (под именом Вилијам I од Поатјеа) (935—963). Вилијам је био познат и под надимком Житоглави.
По Вилијамовом доласку на власт француски краљ Луј IV га је присилио да део Аквитанског војводства преда Игу Великом, краљу северне Француске. Ускоро су се Вилијамови односи са Игом погоршали па је чак 950. године дошло и до рата у коме је Иго поражен, а Вилијам освојио Оверњу. Лотар (краљ Француске) је Игу пружио подршку па је он у августу 955. године опсео Поатје, али Вилијам је одбранио град. Лотар је ускоро стигао до града и Вилијеама поразио у бици. Тада је Иго постао војвода Аквитаније, кога је 956. године наследио син Иго Капет. Вилијам је искористио то и помирио се са Лотаром, који му је 959. године вратио Аквитанију. Вилијам је тада постао гроф Аквитанског војводства.
За време Вилијамове владвине Аквитанија добила опатију Сент Илер ле Гранд. У палати Поатјеу је саградио библиотеку.
Дана 3. априла 963. године Вилијем је умро, а наследио га је син Вилијам IV.

## Породично стабло
|  |                           |  |  |  |  |  |  |  |  |  |  |  |  |  |  |  |
|  | 2. Ебалус Манзер          |  |  |  |  |  |  |  |  |  |  |  |  |  |  |  |
|  |                           |  |  |  |  |  |  |  |  |  |  |  |  |  |  |  |
|  |                           |  |  |  |  |  |  |  |  |  |  |  |  |  |  |  |
|  | 1. Вилијам III Аквитански |  |  |  |  |  |  |  |  |  |  |  |  |  |  |  |
|  |                           |  |  |  |  |  |  |  |  |  |  |  |  |  |  |  |
|  |                           |  |  |  |  |  |  |  |  |  |  |  |  |  |  |  |
|  | 3.                        |  |  |  |  |  |  |  |  |  |  |  |  |  |  |  |
|  |                           |  |  |  |  |  |  |  |  |  |  |  |  |  |  |  |
|  |                           |  |  |  |  |  |  |  |  |  |  |  |  |  |  |  |